# نانوک شمالی
نانوک شمال (به انگلیسی: Nanook of the North) فیلم مستندی دربارهٔ سرگذشت یک اسکیمو به نام نانوک است که به مبارزه با سرما، باد و دشت‌های پوشیده از یخ برخاسته‌است. این فیلم به کارگردانی رابرت فلاهرتی در سال ۱۹۲۲ ساخته شد. او زندگی اسکیموهای کانادایی را در این فیلم به تصویر درآورده‌است. این شیوهٔ زیستن در وجود فردی مشخص (نانوک) و نه در شکل کلی زندگی در چنین محیطی عینیت پیدا می‌کند. زندگی‌ای که بسیار تحت تاثیر شرایط زیست‌محیطی انسان است و در مبارزهٔ مدام برای بقا می‌گذرد. در دیگر فیلم‌های فلاهرتی ارجاعاتی به برخی صحنه‌های این فیلم هست.

## درون‌مایه

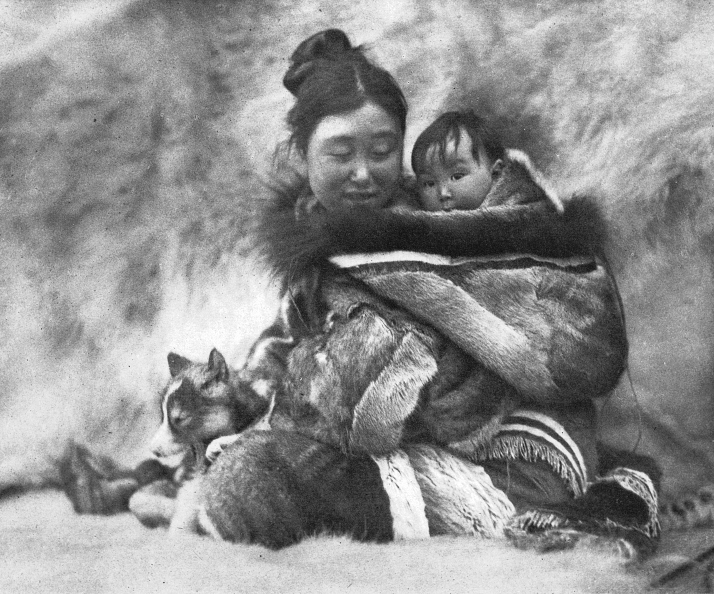
نایلا همسر نانوک و فرزندش

درون‌مایهٔ این فیلم، مبارزهٔ آدمی با طبیعت است. دنیایی که فلاهرتی آن را نمایش می‌دهد، دنیایی است که فرد در آن با وابستگی‌هایی پیچیده دست و پنجه نرم می‌کند و مبارزه‌ای شرافتمندانه را به نمایش می‌گذارد. نشانگر دنیایی پاک در برابر دنیای صنعتی.